# Maserati Chubasco

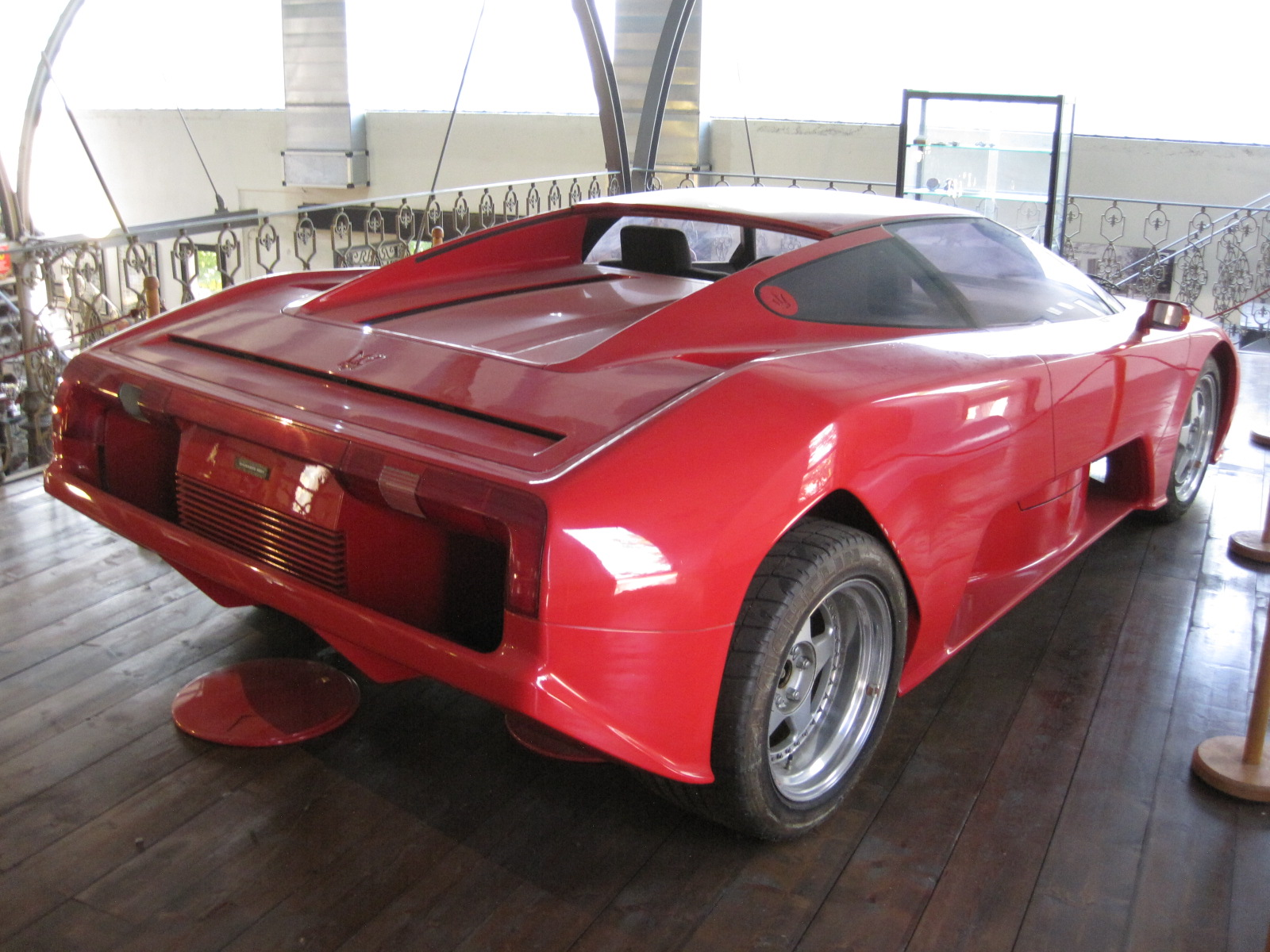
Maserari Chubasco

De Maserati Chubasco is een conceptauto van de Italiaanse autofabrikant Maserati die voor het eerst vertoond werd in december 1990. De wagen is vernoemd naar een stormwind in Centraal- en Zuid-Amerika.
De Chubasco was een volledig nieuw ontworpen tweezits-sportwagen met middenmotor die het nieuwe vlaggenschip van Maserati moest worden. Het design was van Marcello Gandini, die veel aandacht besteedde aan de aerodynamica. De wagen had vooraan drie inlaten die de lucht onder de wagen kanaliseerden naar luchtuitlaten achteraan de carrosserie. Dit zorgde niet alleen voor koeling van de motor, het   versterkte bovendien het grondeffect. De Chubasco had uitklapbare koplampen, schaardeuren en een elektrisch dak dat naar achter kon schuiven over de motor.
De motor zou een opgewaardeerde versie van de 3,2L twin-turbo V8-motor uit de Maserati Shamal worden met een vermogen van 430 pk dat via een handgeschakelde zesbak op de achteras zou afgeleverd worden.
Omdat de wagen te duur bleek om te produceren werd de stekker uit het project getrokken. Het enige prototype van de Chubasco staat tentoongesteld in het Panini automuseum in Modena.
Het Chubasco-chassis werd naderhand wel nog gebruikt als basis voor de Maserati Barchetta racewagen.